# 查特拉縣
查特拉縣是印度的一個縣，位於該國東部，由賈坎德邦負責管轄，面積3,706平方公里，識字率為62.14%，2011年普查人口總數為1,042,304人，人口在2001至2011年期間增長28.98%，人口密度每平方公里281人。

## 外部連結
- Official district website （页面存档备份，存于）
- （页面存档备份，存于） List of places in Chatra

24°12′00″N 84°52′12″E / 24.20000°N 84.87000°E